# Platypthima satisbona
Platypthima satisbona är en fjärilsart som beskrevs av Jordan 1924. Platypthima satisbona ingår i släktet Platypthima och familjen praktfjärilar. Inga underarter finns listade i Catalogue of Life.